# Medle
Medle är en tätort i Skellefteå kommun. 

## Befolkningsutveckling
| Befolkningsutvecklingen i Medle 1960–2020 | Befolkningsutvecklingen i Medle 1960–2020 | Befolkningsutvecklingen i Medle 1960–2020 | Befolkningsutvecklingen i Medle 1960–2020 | Befolkningsutvecklingen i Medle 1960–2020 |
| ----------------------------------------- | ----------------------------------------- | ----------------------------------------- | ----------------------------------------- | ----------------------------------------- |
|                                           |                                           |                                           |                                           |                                           |
| År                                        |                                           |                                           | Folkmängd                                 | Areal (ha)                                |
| 1960                                      | 1960                                      |                                           | 649                                       |                                           |
| 1965                                      | 1965                                      |                                           | 613                                       |                                           |
| 1970                                      | 1970                                      |                                           | 533                                       |                                           |
| 1975                                      | 1975                                      |                                           | 560                                       |                                           |
| 1980                                      | 1980                                      |                                           | 510                                       |                                           |
| 1990                                      | 1990                                      |                                           | 572                                       | 134                                       |
| 1995                                      | 1995                                      |                                           | 588                                       | 139                                       |
| 2000                                      | 2000                                      |                                           | 551                                       | 140                                       |
| 2005                                      | 2005                                      |                                           | 558                                       | 140                                       |
| 2010                                      | 2010                                      |                                           | 552                                       | 144                                       |
| 2015                                      | 2015                                      |                                           | 543                                       | 153                                       |
| 2020                                      | 2020                                      |                                           | 557                                       | 164                                       |
|                                           |                                           |                                           |                                           |                                           |